# Szomorú vasárnap (dal)
A Szomorú vasárnap, amelyet gyakran az öngyilkosok dalaként is emlegettek, egy népszerű magyar dal, zenéjét Seress Rezső zongoraművész, slágerszerző szerezte, szövegét Jávor László költő írta. Első kiadása 1933-ban jelent meg, és – nem kis részben a köré szövődött városi legendák hatásának köszönhetően – hamarosan világszerte ismertté vált. Keletkezésének története és fogadtatása ihlette az 1999-bemutatott  Szomorú vasárnap („Gloomy Sunday - Ein Lied von Liebe und Tod”) című német–magyar filmdrámát, Rolf Schübel rendezésében.
A dal eredeti címe Vége a világnak volt, a világháború okozta kétségbeesésről szólt, és egy, az emberek vétkeivel kapcsolatos, csendes imában végződött. A Szomorú vasárnap címet viselő változatot Jávor László írta, ebben a főhős öngyilkosságot kíván elkövetni kedvese halála után. Ez utóbbi változat rendkívül népszerűvé vált, míg az előbbit gyakorlatilag elfelejtették. Seress Rezső saját elbeszélése szerint a dal címe eredetileg Fekete vasárnap volt, amit ő írt át szomorúra, mert ezzel a címmel már létezett egy másik nóta.
Első magyar nyelvű felvétele 1935-ben készült el, Kalmár Pál közreműködésével, de már a következő évben elkészült angol fordítása (Sam M. Lewis jóvoltából) és első angol nyelvű felvétele is, melyen Hal Kemp énekelt. Ugyancsak 1936-ban elkészült egy másik angol nyelvű felvétele is, ezúttal Paul Robeson énekelte a dalt, Desmond Carter szövegével. Angol nyelvterületen az hozta el a világhírt a dalnak, amikor Billie Holiday is előadta 1941-ben. Lewis fordításában nagy hangsúlyt kapott az öngyilkosság, a dal címe is „Hungarian Suicide Song” (kb.: Az öngyilkosok magyar dala) lett. Többféle városi legenda is született azzal kapcsolatosan, hogy a dal hatására számosan követtek el öngyilkosságot.

## Keletkezése
A dalt Seress Rezső abban az időben szerezte, 1932 végén, amikor Párizsban élt, és megpróbált ott elismert dalszerzővé válni. Először a zongorára írt, c-moll hangnemű dallam született meg, ezt követte a szöveg születése. Seress a nagy gazdasági világválság idején írta a dalt, ráadásul abban az időben már a fasiszta befolyás is erősödött a szerző hazájában, a különböző források azonban eltérnek azzal kapcsolatban, hogy milyen mértékben befolyásolhatta a dal születését alkotójának személyes melankóliája, illetve a világ jövője feletti aggodalma. Seress szövegének alapja az emberi igazságtalanságok kárhoztatása, lezárva egy Istenhez szóló fohásszal, melyben irgalmat kér a modern világnak és a bűnbe sodródó embereknek. Egyes feltevések szerint a „Vége a világnak” szavak csak a második világháború körüli időszakban kerültek a szövegbe, és valójában nem is kerülnek elő 1946-nál korábbi kiadásokban.
Seressnek kezdetben nehézséget jelentett, hogy kiadót találjon, elsősorban a dal szokatlanul melankolikus jellege miatt. Akadt olyan kiadó is, aki azzal zárkózott el a megkeresés elől, hogy szerinte a dal nem egyszerűen szomorú, hanem egészen rettentő kétségbeesés sugárzik belőle, ezért úgy vélte, senkinek nem tenne jót, ha ilyesmit kellene hallania. A dalnak ezért végül először csak a kottáját adták ki, Jávor László szövegével, akit a jegyesével történt, nem sokkal korábbi szakítása ihletett annak megírására. A legtöbb forrás szerint az első kiadáshoz képest Jávor módosított a szövegen, és az így véglegesített változat vált a legnépszerűbbé; ez nélkülözött minden politikai utalást, a dal így egyszerűen a kedves halála fölötti bánkódásról és a túlvilágban való találkozás reményéről szólt. A későbbi feldolgozások is leginkább az elvesztett szerelem fölötti kesergés eszméjén alapultak.

## Városi legendák
Az idők során számos városi legenda született a dallal kapcsolatban, a legtöbb arról szólt, hogy különböző életkorú, nemű és társadalmi státuszú emberek sorra követtek el öngyilkosságot a hallatán, ezért egyes rádiók tiltólistára is helyezték a dalt. Ezeknek azonban elég nagy része nem megalapozott.
Sajtójelentések szerint csak az 1930-as években legalább 19 olyan öngyilkosság történt Magyarországon és az Egyesült Államokban, amelyek összefüggésbe hozhatók a Szomorú vasárnappal. A konkrét esetek legtöbbjét azonban körülményes tényszerűen igazolni. Az a tény, hogy Magyarországon a dal születése körüli években amúgy is magas volt az öngyilkosságok száma – egyszerűen olyan társadalmi tényezők miatt, mint a szegénység és az éhezés – önmagában is jó táptalajt adhatott az ilyen városi legendák terjedésének. Nem születtek tanulmányok azzal kapcsolatban, hogy milyen összefüggés volt – ha volt egyáltalán – a dal és az öngyilkosságok között.
A BBC egyébként egy időben valóban tiltólistára helyezte a dalt saját műsoraiban, Billie Holiday előadásában, arra hivatkozva, hogy ártalmas az erkölcsre az akkori nehéz háborús időszakban, a szöveg nélküli, instrumentális változatot azonban engedélyezte. Az említett tiltást a BBC 2002-ben oldotta fel, más állítólagos rádiós letiltásokra vonatkozóan kevés tényszerű adat ismert.

## Jelentősebb előadói, feldolgozói
- 1935: Kalmár Pál, Karády Katalin
- 1936: Paul Whiteman & Johnny Hauser
- 1936: Damia (francia nyelven: „Sombre dimanche”)
- 1936: Noriko Awaya (japán nyelven: „Kurai Nichiyōbi (暗い日曜日)”)
- 1936: Hildegarde
- 1936: Agustín Magaldi (spanyol nyelven: „Triste domingo”)
- 1937: Pjotr Lescsenko (orosz nyelven: „Мрачный воскресный день”)
- 1940: Artie Shaw + Pauline Byrne
- 1941: Billie Holiday
- 1941: Mimi Thoma (német nyelven: „Einsamer Sonntag”)
- 1946: Luis Russell + Lee Richardson
- 1958: Ricky Nelson
- 1958: Mel Tormé
- 1959: Eila Pellinen (finn nyelven: „Surullinen sunnuntai”)
- 1961: Sarah Vaughan
- 1961: Lorez Alexandria
- 1962: Ketty Lester
- 1962: Lou Rawls
- 1967: Carmen McRae
- 1967: Stan Kenton
- 1968: Genesis [Los Angeles-i rockzenekar]
- 1969: Ray Charles
- 1969: Big Maybelle
- 1972: Viktor Klimenko
- 1975: Jimmy Witherspoon
- 1977: Etta Jones
- 1980: Lydia Lunch
- 1981: Elvis Costello
- 1983: Marc Almond
- 1984: Peter Wolf
- 1985: Harri Marstio (finn nyelven)
- 1986: Christian Death
- 1987: Dead Milkmen
- 1987: Serge Gainsbourg (francia nyelven)
- 1987: Abbey Lincoln
- 1987: Marianne Faithfull
- 1991: Vlado Kreslin
- 1991: Hot Club de Norvège
- 1992: Diamanda Galás
- 1992: Sinéad O’Connor
- 1993: Gitane Demone
- 1996: Sarah McLachlan
- 1999: Björk
- 1999: Marozsán Erika (a Szomorú vasárnap című filmben)
- 2000: Sarah Brightman
- 2012: Leander Rising
- 2014: Joss Stone előadásában a 100 Tagú Cigányzenekar közreműködésével, Gloomy Sunday[18]

### Néhány feldolgozása
Gloomy Sunday címen az előadó megnevezése nélkül, feldolgozók: François Gonda (IPI: 75579337), Marie Carcopino Tusoli Jean (IPI: 5162428) 
Serge Gainsburg (IPI: 11123948), Billy Holliday  (IPI: 14281809), Sarah Brigthman (IPI: 277859599) előadásában
Sombre Dimanche címen Stephane Sanserverino (IPI: 149551848), Claire Diterzi  (IPI: 499061124), Yvette Gallino Michele (IPI: 401982179) előadásában 
feldolgozás, előadó megjelölése nélkül François Gonda (IPI: 75579337), Marie Carcopino Tusoli Jean (IPI: 5162428), Ge Villate Roger Marie (IPI: 32091617)
A zeneműkiadó valamennyi esetben az Editio Musica Budapest Zeneműkiadó (IPI: 642408364), illetve a Meridian Editions (IPI: 20544916) Paris

## Fordítás
Ez a szócikk részben vagy egészben  a   Gloomy Sunday című angol Wikipédia-szócikk fordításán alapul.  Az eredeti cikk szerkesztőit annak laptörténete sorolja fel. Ez a jelzés csupán a megfogalmazás eredetét és a szerzői jogokat jelzi, nem szolgál a cikkben szereplő információk forrásmegjelöléseként.